# Li Jia (Tischtennisspielerin)
Li Jia (chinesisch 李佳, Pinyin Lǐ Jiā; * 4. Mai 1981 in Jinzhou) ist eine chinesische Tischtennisspielerin.

## Werdegang
Li begann im Alter von sieben Jahren mit dem Tischtennissport. In das Team ihrer Provinz wurde sie 1990 aufgenommen, im Jahr 1997 schaffte sie den Sprung in die chinesische Nationalmannschaft.
Die Chinesin konnte im Jahr 2001 unter anderem die Danish Open im Einzel, sowie die Korean Open im Doppel gewinnen, wodurch sie sich für die Pro Tour Grand Finals im selben Jahr qualifizierte.
Hier holte Li im Einzel und Doppel die Bronzemedaille. 2002 konnte sie durch gute Leistungen erneut an den Grand Finals teilnehmen und errang zusammen mit Niu Jianfeng Gold. 2003 spielte sie noch bei der Weltmeisterschaft mit, wo sie im Doppel mit Li Ju das Halbfinale erreichte und somit Bronze gewann. Am Einzelwettbewerb nahm sie nicht teil.
2016 war sie in der chinesischen Super League aktiv.

## Turnierergebnisse
| Verband | Veranstaltung         | Jahr | Ort            | Land | Einzel        | Doppel        | Mixed         | Team |
| ------- | --------------------- | ---- | -------------- | ---- | ------------- | ------------- | ------------- | ---- |
| CHN     | Pro Tour              | 2003 | Kuala Lumpur   | MAS  | Viertelfinale | Viertelfinale |               |      |
| CHN     | Pro Tour              | 2003 | Chengdu        | CHN  | letzte 16     | Halbfinale    |               |      |
| CHN     | Pro Tour              | 2002 | Eindhoven      | NED  | Silber        | Gold          |               |      |
| CHN     | Pro Tour              | 2002 | Magdeburg      | GER  | letzte 16     | Gold          |               |      |
| CHN     | Pro Tour              | 2002 | Washington D.C | USA  | letzte 16     | Viertelfinale |               |      |
| CHN     | Pro Tour              | 2002 | Doha           | QAT  | letzte 16     | Gold          |               |      |
| CHN     | Pro Tour              | 2002 | Kairo          | EGY  | Viertelfinale | Halbfinale    |               |      |
| CHN     | Pro Tour              | 2001 | Stockholm      | SWE  | letzte 16     |               |               |      |
| CHN     | Pro Tour              | 2001 | Seoul          | KOR  | Viertelfinale | Gold          |               |      |
| CHN     | Pro Tour              | 2001 | Farum          | DEN  | Gold          |               |               |      |
| CHN     | Pro Tour Grand Finals | 2002 | Stockholm      | SWE  | keine Teiln.  | Gold          |               |      |
| CHN     | Pro Tour Grand Finals | 2001 | Tianjin        | CHN  | Halbfinale    | Halbfinale    |               |      |
| CHN     | Weltmeisterschaft     | 2003 | Paris          | FRA  |               | Halbfinale    | Viertelfinale |      |